# Kettingkoepel

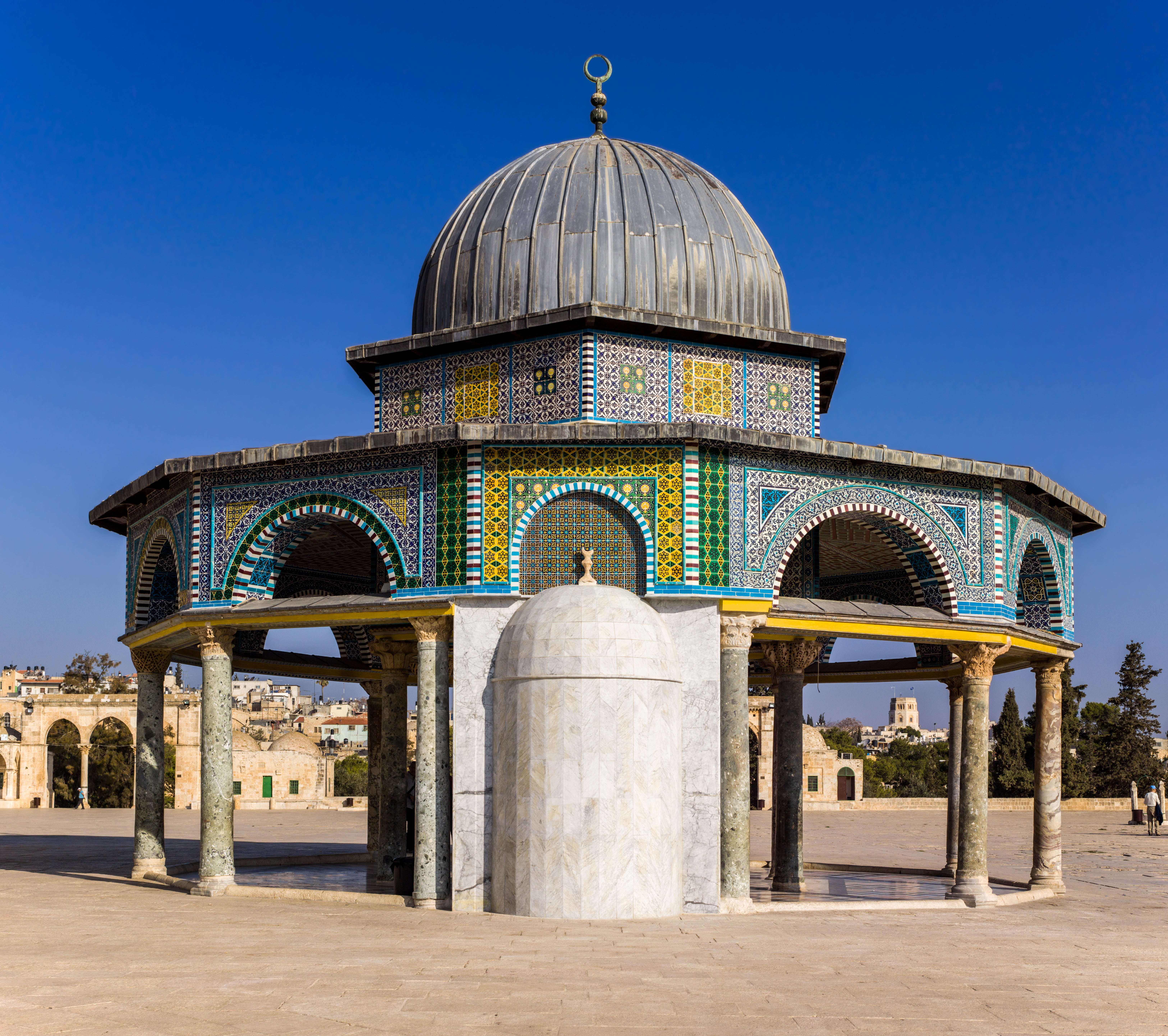
De Kettingkoepel op de Tempelberg

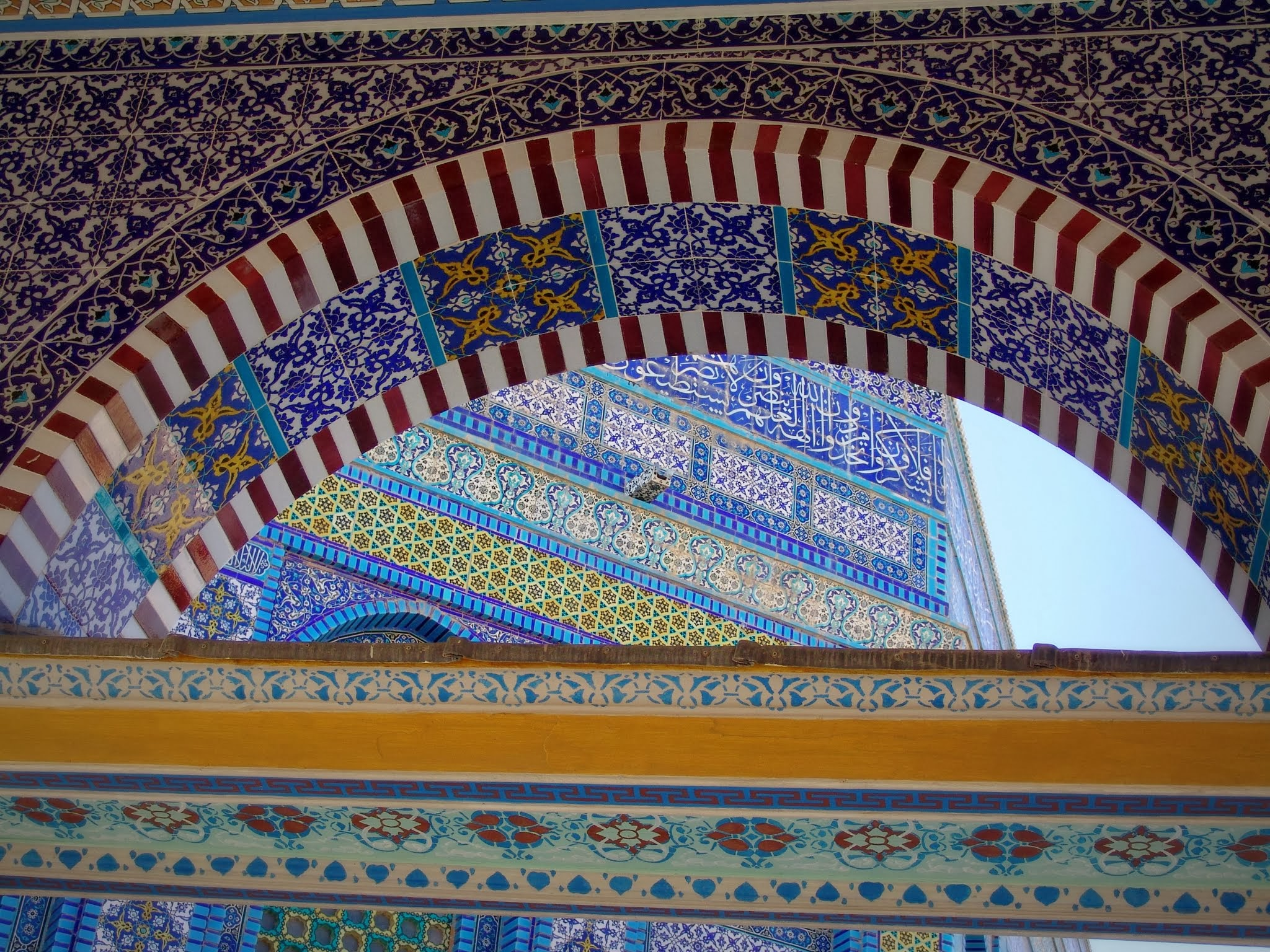
De kettingkoepel met doorzicht op de Rotskoepel (detail)

De Kettingkoepel (Arabisch: Qubbet as-Silsilla) is een paviljoen op de Tempelberg (Haram al-Sharif) in Jeruzalem.
De Kettingkoepel staat ten oosten van de Rotskoepel (Qubbet as-Sakhra) en ten noorden van de al-Aqsa Moskee en is de plaats waar op de Dag des Oordeels de goeden van de kwaden gescheiden zullen worden.
Het paviljoen zou zijn naam te danken hebben aan de ketting die er gehangen zou hebben toen er werd rechtgesproken, en waarom die niet meer bestaat. De ketting kon aangeraakt worden door iedereen die de waarheid sprak. Indien iemand loog ging de ketting omhoog, waardoor hij buiten zijn bereik kwam.